# Aeródromo da Graciosa

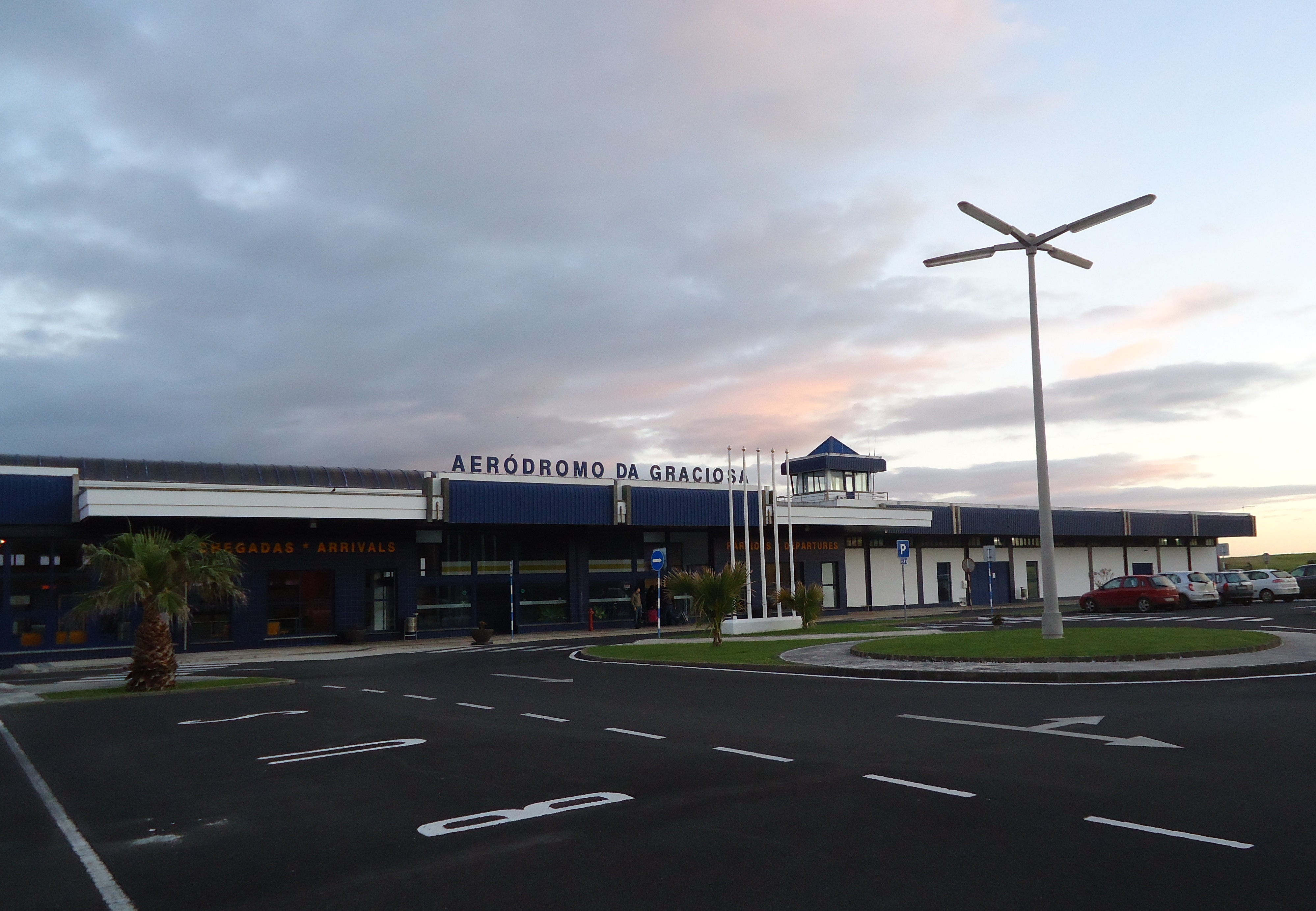
Aeródromo da Graciosa, Açores: vista pelo exterior.

O Aeródromo da ilha Graciosa é uma infra-estrutura aeroportuária da Região Autónoma dos Açores localizada a nordeste da vila de Santa Cruz da Graciosa, servindo aquela ilha do Grupo Central dos Açores. A empresa de aviação SATA Air Açores opera diariamente entre aquele aeródromo e os aeroportos das Lajes (Terceira) e Ponta Delgada (ilha de São Miguel).

## História
Situado na achada do Barro Vermelho, entre as Dores e a Ponta da Barca, foi projetado a partir de 1973, mas só teve o projeto e levantamentos topográficos concluídos em 1976, já pelas autoridades regionais.
Construído pelo Governo Regional dos Açores entre setembro de 1979 e julho de 1981, a sua pista, com 1325 metros de extensão, foi inaugurada a 11 de julho de 1981. A aerogare original, de pequenas dimensões, foi substituída por uma nova, inaugurada em 1 de Outubro de 2001.

## Caracterização
- Código ICAO LPGR
- Código IATA GRW
- Altitude (Pés) 86
- Pista (Designação) 09-27
- Dimensões (CxL) 1325x30
- Tipo de Superfície Asfalto
- Imagem Não Disponível
- Frequência ID Tipo Notas 
  - 122.9 MHz AFIS COM ---
  - 131.5 MHz --- FSS Operações SATA
  - 283 kHz GRA NDB ---
  - 428 kHz GC NDB Locator

Ver a consulta original do Wikidata.